# Томас Маршалл
Томас Райлі Маршалл (англ. Thomas Riley Marshall; нар. 14 березня 1854 — пом. 1 червня 1925) — американський політик, член Демократичної партії США, віцепрезидент США з 1913 по 1921 рік.

## Біографія
Маршалл народився 1854 року у місті Норт-Манчестер, штат Індіана. Після закінчення школи поступив у коледж Уобаша, який закінчив 1873 року. Потім вивчав право, 1875 року зайнявся адвокатською практикою.
У 1908 році Маршалл балотувався на посаду губернатора Індіани та несподівано переміг, отримавши всього на 0,1 % більше голосів виборців, ніж його головний суперник, представник республіканської партії Джеймс Уотсон. На посаду губернатора вступив 11 січня 1909 року.
Працюючи на цієї посаді спромігся запровадити закон про захист дітей, зокрема щодо регулювання дитячої праці. Також підтримав ідею поро загальні вибори сенаторів та ратифікував сімнадцяту поправку до Конституції США. Також намагався провести конституційну реформу, але вона викликали бурхливу реакцію громадськості та була заблокована судом штату.
1912 року на національному з'їзді Демократичної партії Маршалл був висунутий кандидатом на посаду віце-президента США. Цю посаду він обійняв 4 березня 1913 року після перемоги на президентських виборах Вудро Вільсона. На виборах 1916 року Вільсон та Маршалл були обрані на другий термін. Взаємини між Вільсоном та Маршаллом були доволі прохолодні, зокрема через політичні суперечності. Під час першої світової війни Маршалл активно діяв заради підйому морального духу американців, виступаючи на зібраннях по всієї країні. Також він став першим віце-президентом, який проводив засідання кабінету міністрів, під час частих відвідань Вільсоном Європи.
1919 року Вільсон переніс інсульт, через що виявився недієздатним. Тому лунали заклики до Маршалла взяти на себе виконання обов'язків Президента США, але Маршалл відмовився брати на себе таку відповідальність.
Після завершення строку повноважень залишив велику політику та продовжив займатися адвокатською практикою, видав декілька книжок, зокрема власні мемуари.
Помер 1 червня 1925 року від серцевого нападу, похований у Ідіанаполісі.